# Un gran amor de Beethoven
Un gran amor de Beethoven es una película de 1936 dirigida por Abel Gance.

## Argumento
En 1801 en Viena la joven Thérèse de Brunswick (Annie Ducaux) y Juliette Guicciardi (Jany Holt)  están enamoradas de Beethoven (Harry Baur).

## Comentarios
Basado en la vida del compositor alemán.